# Uruguayana
Uruguayana (en portugués: Uruguaiana) es un municipio brasileño, situado en el extremo occidental del estado de Río Grande del Sur, teniendo frontera fluvial con la provincia de Corrientes, en Argentina, y al sur con el departamento de Artigas, en Uruguay.
El municipio es uno de los más grandes del estado, con una superficie de 5.713 km², donde habitan un total de 126.936 habitantes (2010), de los que 118.538 viven en zonas urbanas y 8.398 en zonas rurales. La zona urbana del municipio tiene su cota máxima a 66 m s. n. m. y tiene una superficie total de 45,3 km² y se encuentra dividida en 36 barrios.

## Historia
El territorio en el cual se encuentra la ciudad de Uruguayana se ubicaba en los confines de la Banda Oriental con las Misiones Orientales, aunque sufrió una primera invasión lusobrasileña en 1801 el territorio logró ser recuperado por las fuerzas misionenses al mando de Andresito Guazurarí entre 1811 y 1820 siendo entonces también reclamado por la Provincia Oriental gobernada por José Gervasio Artigas. Empero en el citado año de 1820 las fuerzas del Reino Unido de Portugal, Brasil y Algarve invadieron nuevamente el territorio incorporándolo a la entonces provincia militarizada brasileña de Río Grande del Sur. Durante la Guerra Argentino-brasileña las tropas argentinas recuperaron el territorio aunque luego de tal guerra quedó su posesión indefinida. El gobierno uruguayo de Manuel Oribe reivindicó todo el territorio al sur del río Ybicuy incluyendo con esto al emplazamiento de Uruguayana. La cuestión se complicó al surgir la República Riograndense (o República del Río Grande de Piratiní): por el  decreto n.º 21 del 24 de febrero de 1843, el general y presidente riograndense Bento Gonçalves da Silva, autorizó la creación de la "capella curada" (capilla con cura) llamada "Capilla del Uruguay" en el "Campamento del Tigre" cuyo territorio, junto con el de Santa Ana del Libramento formaban parte de segundo distrito de Alegrete. El nuevo poblado comenzó a ser llamado Santa Ana del Uruguay. Tras la derrota y ocupación de la República Riograndense por parte del Brasil, la posterior demarcación de las barriadas y el trazado de las calles fue llevada a cabo por el Duque de Caxias y Domingos José de Almeida.

La ley provincial riograndense n.º 58 del 29 de mayo de 1846, otorgaba la categoría de villa (ciudad) a la población de Santa Ana del Uruguay (en portugués Santana do Uruguai) pasando a ser llamada desde entonces Uruguayana y siendo separada su jurisdicción de la de Santa Ana del Libramento.
El municipio de Uruguayana, primera y única ciudad creada durante la República Riograndense con  la Revolución Farroupilha, y sus tierras localizadas prácticamente dentro de la Argentina y en territorio reclamado por Uruguay así como cercano al Paraguay, se tornó un puesto avanzado para los militares brasileños, y consecuentemente, ruta militar y comercial, ostentando el título de ser un importante "puerto seco".
El territorio en el que se ubica Uruguayana era reivindicado por Uruguay. Tras su independencia, Uruguay se vio inmerso en una guerra civil que duraría varios años (la Guerra Grande). En 1852, el endeudado Gobierno de la Defensa (atrincherado en Montevideo, la capital uruguaya) firmó con Brasil un tratado por el que le cedía los territorios entre los ríos Cuareim e Ibicuy.
Casi al inicio de la guerra de la Triple Alianza, tropas paraguayas conquistaron Uruguayana, pero esas mismas tropas fueron luego allí cercadas por los ejércitos brasileño, argentino y colorado del Uruguay, tras el sitio de Uruguayana volvió así a poder brasileño todo el territorio hasta el río Cuareim.

## Economía
Los recursos económicos son la producción de arroz, la industria del cuero, de alimentos, de carnes congeladas y metalúrgica. La ciudad fue la pionera en el refinado de petróleo en el Brasil cuando, en 1932, fue construida la Refinería Riograndense de Petróleo, pensada y construida por empresarios locales, luego esta refinería pasó al poder del gigante petroquímico brasileño Grupo Ipiranga.

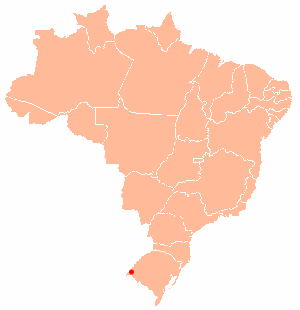
Localización de Uruguayana.

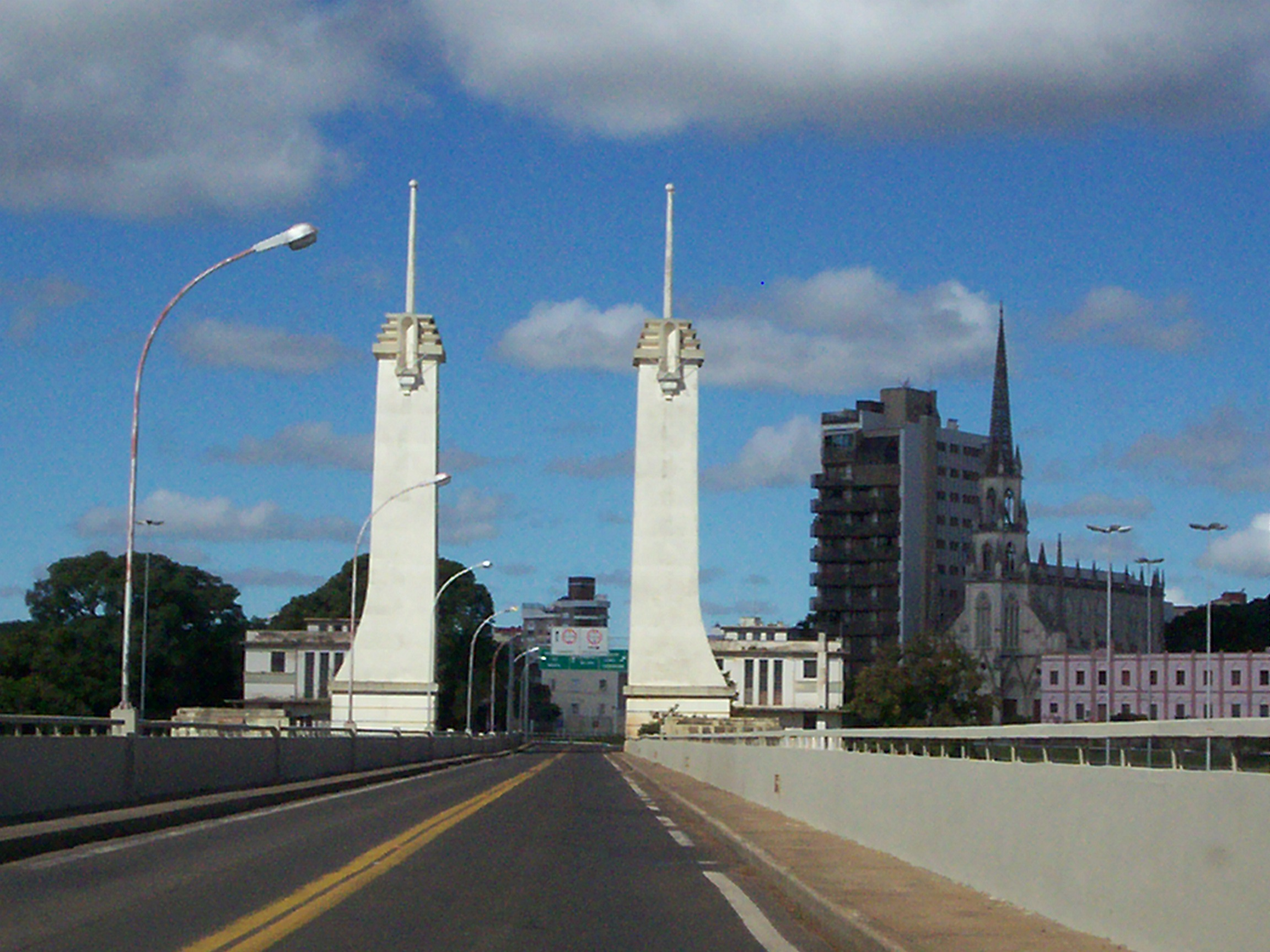
Puente Internacional Agustín P. Justo - Getúlio Vargas. Entrada a Uruguayana.

### Puente Internacional
Más adelante, en 21 de mayo de 1947, fue inaugurado por los presidentes Juan Domingo Perón (de Argentina) y Eurico Gaspar Dutra (de Brasil), el Puente Internacional Paso de los Libres-Uruguayana llamado oficialmente Puente Internacional Agustín P. Justo - Getúlio Vargas —"Agustín P. Justo", en la mitad correspondiente a la Argentina y "Getúlio Vargas" en la mitad correspondiente al Brasil— sobre el río Uruguay uniendo aún más a la ciudad de Uruguayana con la ciudad argentina de Paso de los Libres. En la época de su construcción este puente fue la mayor obra de ingeniería de América Latina.

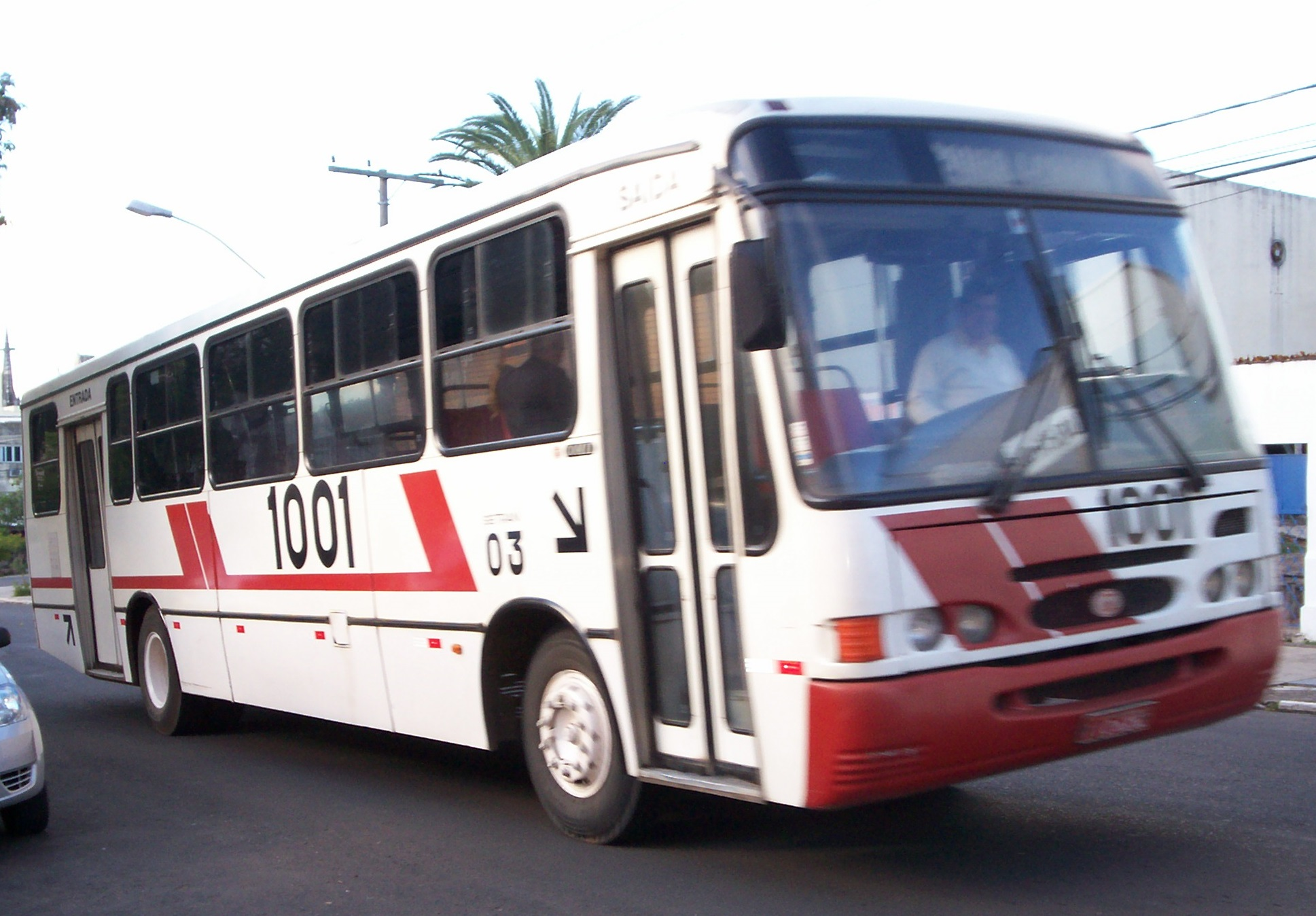
Colectivo urbano de Uruguayana.

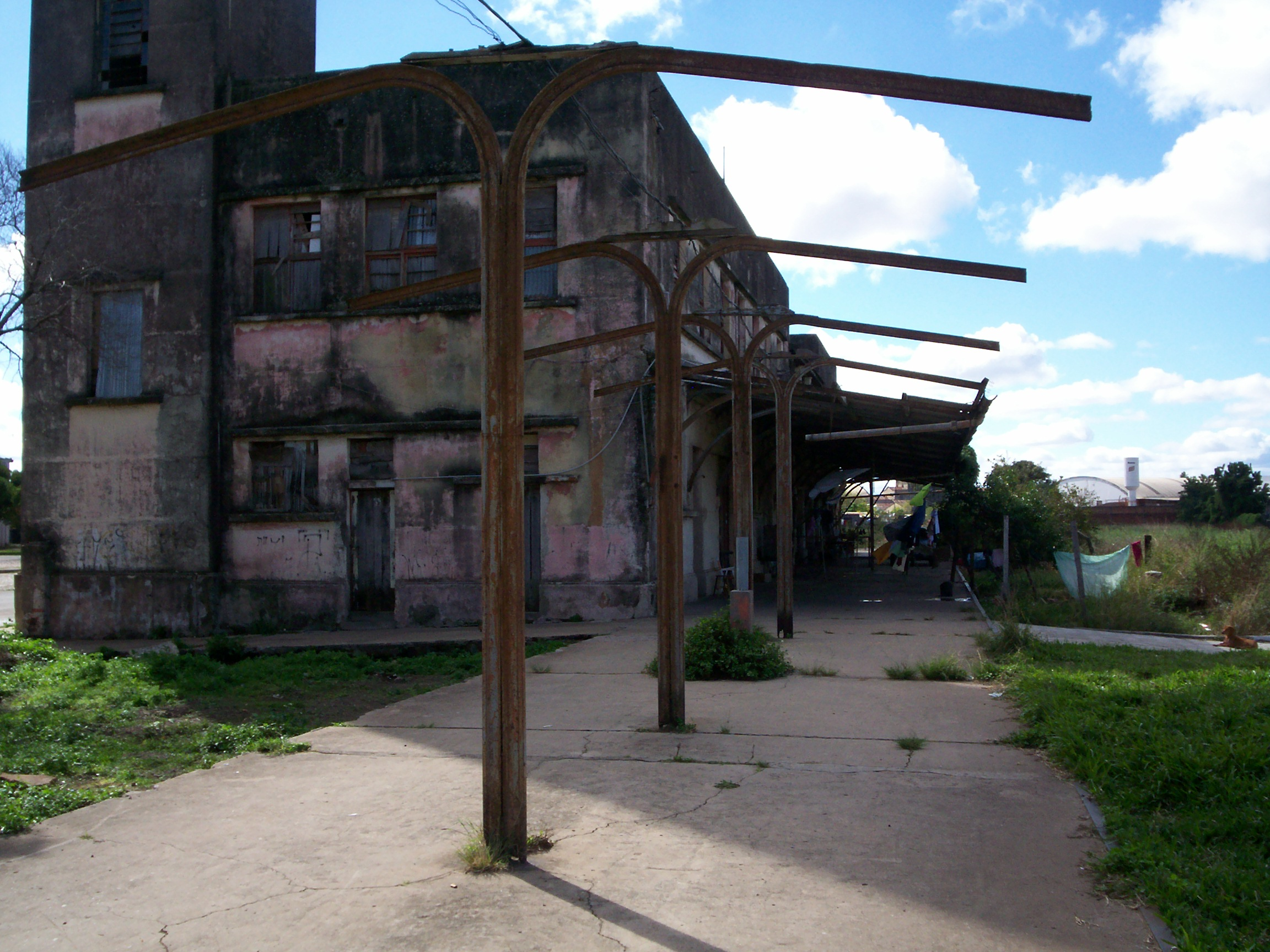
Antigua estación ferroviaria de Uruguayana.

## Transporte
La ciudad de Uruguayana cuenta con un buen servicio de transportes, comunicada por las rutas BR-290 y BR-472, y por una red importante de ferrocarriles, todos ellos en comunicación con el puente internacional carretero ferroviario sobre el río Uruguay. Está localizada a 634 km de la ciudad de Porto Alegre. El río es navegable por barcos de bajo calado, pero su navegación se encuentra obstruida por el puente que une Uruguayana con Paso de los Libres.
Uruguayana también es servida por una importante red de ferrovial ligada al puente internacional carretero y ferroviario sobre el río Uruguay. Bajo el comando de ALL (América Latina Logística), fuertes inversiones fueron realizadas en la última década, donde esta operadora concluyó recientemente la Terminal Modal de Uruguayana, con operación tipo  Travel Lift, moderno equipamiento de trasbordo de contenedores y productos siderúrgicos valorado en torno a 1 millón de US$  y especialmente desarrollado para el puerto seco ferroviario de Uruguayana.
Uruguayana es la única terminal ferroviaria de América Latina con las aduanas de Brasil y Argentina integradas, por esta terminal pasan las exportaciones brasileñas, con cargas que pasan por ella y siguen para la Argentina, Paraguay y Chile. Solamente en 2006, por la terminal circularon 1,2 millones de toneladas —cerca de 95 000 toneladas por mes—.
La ciudad también posee el Aeropuerto Internacional Rubem Berta, que tiene 1500 metros de pista pavimentada y señalizada, el cual tiene vuelos diarios. Tal aeropuerto está en las coordenadas latitud: -29°46′53″ S / longitud: -57°2′16″ O, poseyendo un destacamento de control aéreo, bajo el comando del CINDACTA II.
En la economía uruguayananse destaca la cultivo del arroz (mayor productor nacional del grano), el ganado vacuno, y el comercio exterior, este último debido a la frontera con la Argentina y haberse fortalecido con el mayor puerto seco de América Latina, que se encuentra en BR-290 (carretera que une Uruguayana a Alegrete y, más adelante, a Porto Alegre).
Para dar una idea, en el 2006, el intercambio comercial fue de 6,5 millones de dólares estadounidenses entre las exportaciones y las importaciones, por la ciudad pasaron 243.411 camiones (media diaria de 667 vehículos).
El gas natural de la Argentina, que es una fuente de energía "limpia", sin residuos y con un alto ingreso permite a Uruguayana generar 639 MW a través de la llamada AES Uruguaiana. Primera central termoeléctrica para operar con gas natural en el Brasil,  inició sus actividades en el año 2000.

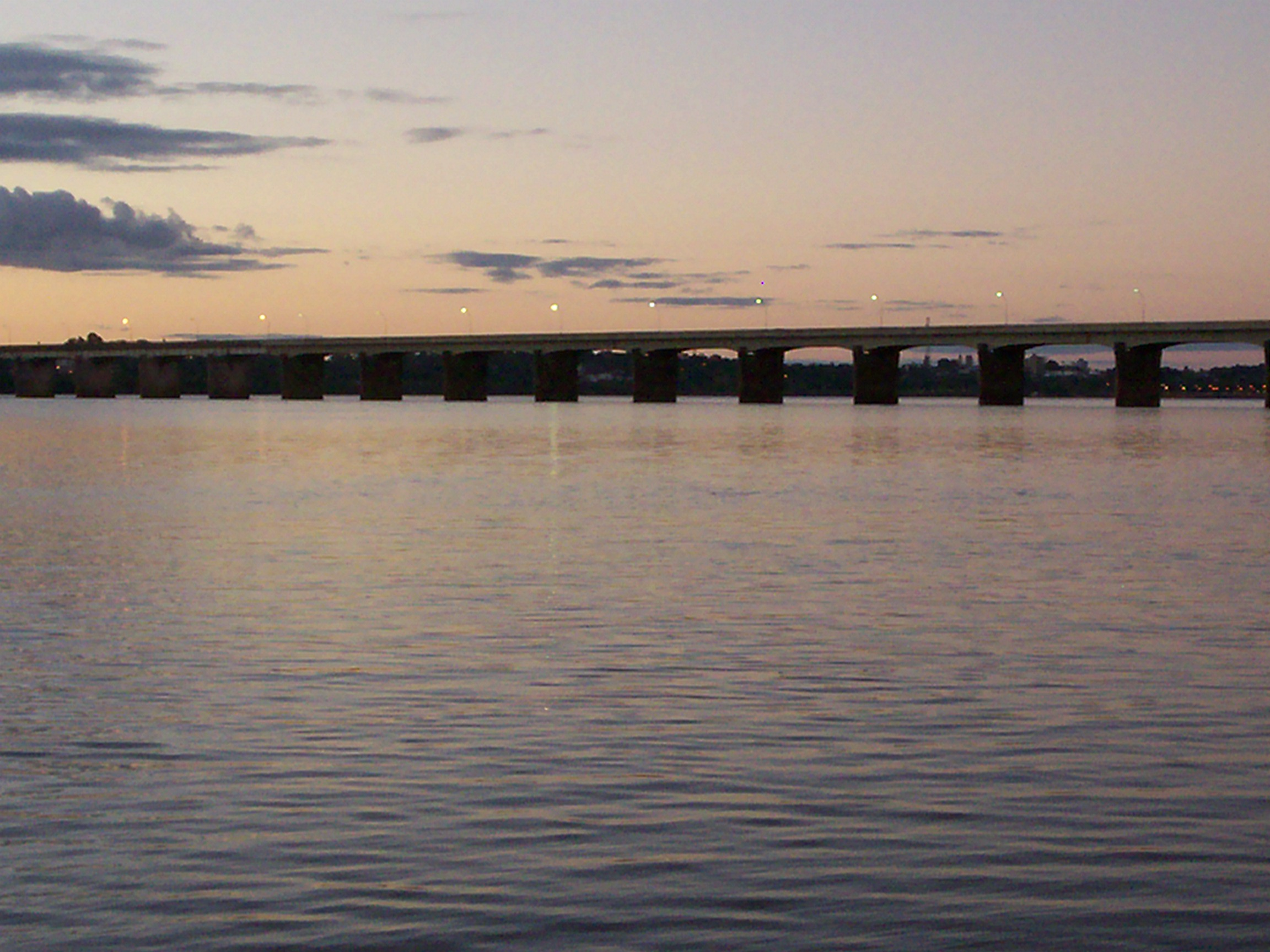
Atardecer frente al río Uruguay y el puente internacional Agustín P. Justo - Getúlio Vargas, visto desde Uruguayana.

## La frontera
Uruguayana está en la frontera con la Argentina y está muy cerca del Uruguay, por lo que en lo militar y económico es un punto estratégico.
A mediados de los años 1990, tenía frontera con la ciudad uruguaya de Bella Unión, a través del distrito de la Barra do Quaraí. Con la emancipación de distrito en 1995 terminó esta característica uruguayanense. Uruguayana también limita con Paso de los Libres en la provincia argentina de Corrientes.

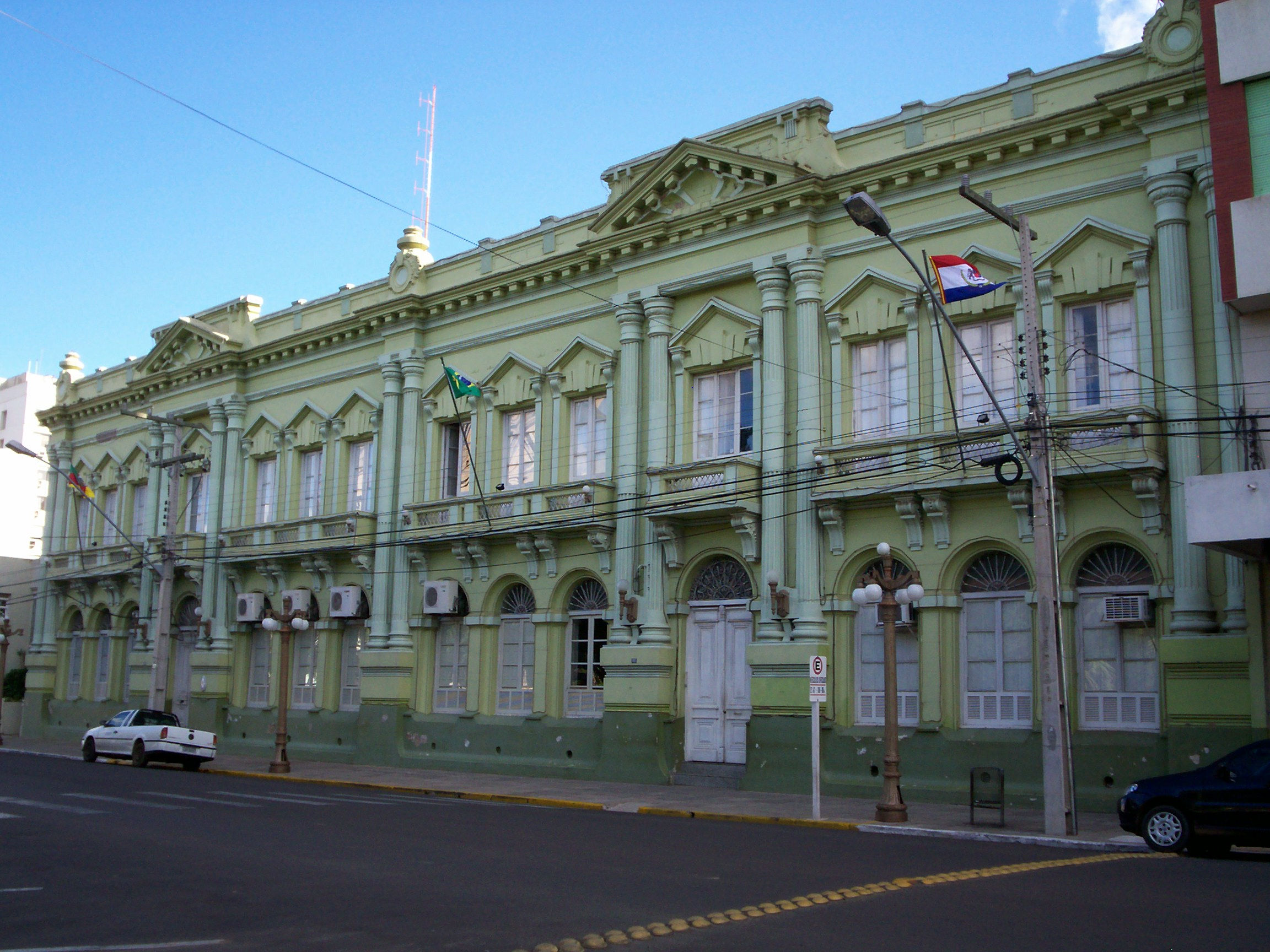
Edificio de la municipalidad (Prefeitura) de Uruguayana.

## Urbanismo
A diferencia de la mayoría de las otras ciudades brasileñas, que se iniciaron como un cuartel general de una aldea o de clan, y luego crecieron lentamente, de una manera no uniforme, el área urbana de Uruguayana fue proyectado en una ubicación estratégicamente elegida. En el siglo XIX las fronteras necesitaban vigilancia constante y una imposición de cultura para mostrar a los países vecinos.
Por lo tanto, todas las cuadras de las áreas centrales uruguayanenses son de 110 metros de lado y todas las demás medidas están normalizadas, en una llanura al borde del río Uruguay. También, gracias a la planificación, las aceras y las calles uruguayanenses son grandes y espaciosas.
Como resultado de todo esto, la transitabilidad en Uruguayana es muy simplificada y es raro encontrar en la zona urbana calles sin salida, con formato no rectilíneo o congestión.
Uruguayana fue la primera ciudad brasileña con tales características de planificación.

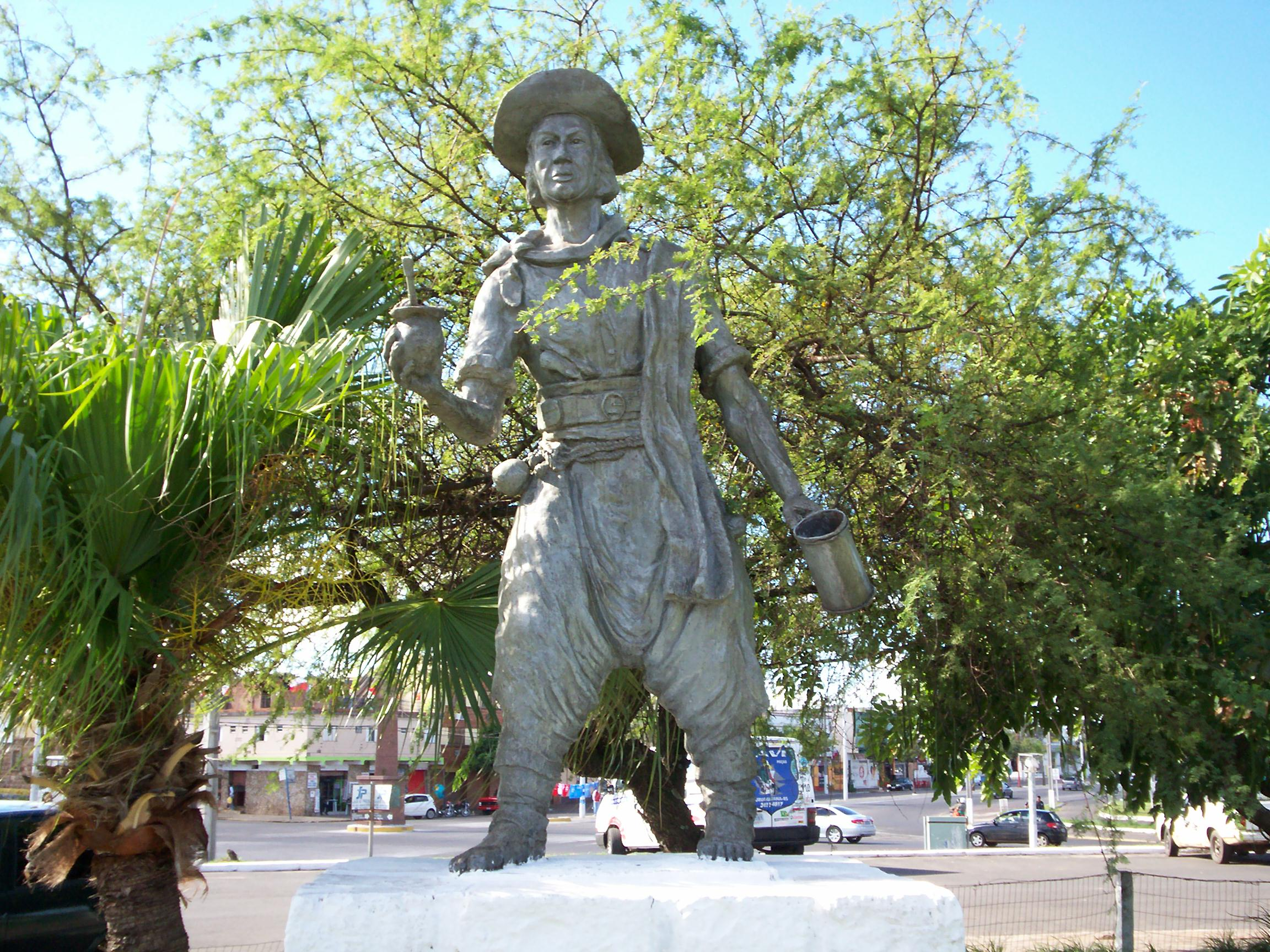
Monumento al Gaucho (Uruguayana).

## Cultura

### Carnaval
Uruguayana también se enorgullece de tener uno de los mejores carnavales de calle del Brasil. En este caso, la avenida Presidente Vargas, donde ocurre el desfile de las "escuelas". Es posible encontrar celebridades de otros carnavales del país, incluido lo Neguinho da Beija-Flor, Valeria Valenssa, Nana Gouvêa, Ana Paula Evangelista, entre otros.
El Carnaval se ha convertido en éxito por ocurrir fuera de temporada, ocurre en  marzo de cada año, a diferencia de febrero, al igual que en otras ciudades del país.

### Caballo criollo
Tierra en el que se desarrolló el caballo criollo extraordinario Hornero, Uruguayana mantiene fuertes vínculos con esta raza de caballo. Caballos de esta hermosa raza pueden ser vistos el 20 de septiembre, cuando se recuerda la Revolución Farroupilha en Río Grande del Sur, un evento que llena la avenida Presidente Vargas de la ciudad, con desfiles de las tropas.

### Música

#### California da Canção Nativa
Uruguayana es conocida como el escenario principal de la California da Canção Nativa, donde se producen las finales de dicho evento, por lo general en el mes de diciembre de cada año.